# Pavel Bodyanskiy
Pavel Nikolayevich Bodyanskiy (/ˈpavʲeɫ nʲɪkɐˈɫajɪvʲɪtɕ/, rus. Павел Николаевич Бодянский; província de Podolsk, 11 de julho de 1857 — Kiev, 19 de janeiro de 1922) foi professor e coordenador no 1º ginásio de Kiev, diretor do 3º ginásio de Kiev, historiador e divulgador do jogo de damas.

## Biografia
Bodyankiy era filho de um padre, e estudou na Escola de Teologia de Tulchin.
Ele se formou no Seminário Teológico de Podolsk  em 1877, e no Departamento de História e Filologia da Universidade de Kiev em 1881. Depois de se formar na universidade com um doutorado em história, ele se preparou para uma cátedra no Departamento de História Geral, e permaneceu como bolsista até 1884.
Em 1887, ele começou a trabalhar no primeiro ginásio de Kiev, primeiro como professor de latim e depois como professor de história. De 1907 em diante trabalhou como coordenador do ginásio.
Serviu como secretário do ramo de Kiev da Sociedade de Filologia e Pedagogia Clássicas.
A contribuição de Pavel Nikolayevich Bodyanskiy para o desenvolvimento do jogo de damas é inestimável. Ele organizou os primeiros campeonatos na Rússia, tanto os de tempo real quanto os por correspondência, fundou a revista "Shashki" (em russo «Шашки», "Damas"), e criou competições para a criação de problemas e estudos. Também desenvolveu a teoria do jogo, em especial um sistema de início de jogo que ficaria conhecido como "Abertura Bodyanskiy". 

## Publicações
- Римские вакханалии и преследование их в VI веке от основания Рима. /A bacanal romana e a sua perseguição no século 6 desde a fundação de Roma/ — Kiev, 1882.
- История народного трибуната в период сословной борьбы в Риме. Университетские известия. /História do tribuno da plebe durante a luta de classes em Roma. Notícias da Universidade/ — Kiev, 1884-1886.
- Римское государственное право. /Lei do Estado Romano/. P. Willems; P.N. Bodyansky — Kiev, 1888-1890.
- Сервий Туллий и его аграрная реформа. /Sérvio Túlio e a sua reforma agrária/ — Kiev, 1890.
- Отчет о состоянии Киевской 1-й гимназии за 1889—90 учебный год. /Relatório sobre a condição do primeiro ginásio de Kiev no ano acadêmico de 1889-90/ — Kiev, 1890.
- Правила игры в русские шашки. /As regras do jogo de damas russas/ — Kiev, 1897.
- Экскурсия учеников Киевской 1-й гимназии в 1902 году. /Excursão de estudantes do primeiro ginásio de Kiev em 1902/ — Kiev, 1902.
- Римские вакханалии и преследование их в VI веке от основания Рима. /A bacanal romana e a sua perseguição no século 6 desde a fundação de Roma/ — URSS, 2016.

## Literatura
- Бодянский, Павел Николаевич. Энциклопедический словарь Брокгауза и Ефрона / Bodyanskiy, Pavel Nikolayevich. Dicionário Enciclopédico de Brockhaus e Efron/ — 1890-1907.
- Столетие Киевской Первой гимназии. /Centenário do Primeiro Ginásio de Kiev/. — Kiev, 1911.
- Куличихин А.И. /Kulichikhin, A. I. A história do desenvolvimento das damas russas/. — 1982.
- Миротин Б. А., Либерман Л. А., Сальников А. А. 64 и 100. /Mirotin B. A., Lieberman L.A., Salnikov A.A. 64 e 100./ — 1982. p. 31
- Барский Ю.П. и др. Русские шашисты: Д. Саргин, П. Бодянский, А. Шошин. /Barskiy, Y. P. et al. Damas russas: D. Sargin, P. Bodyanskiy, A. Shoshin./ — 1987. p. 37-62.
- Герцензон Б., Напреенков А. Шашки — это интересно. /Gerzenson B., Napreenkov A. Damas é interessante./ - Leningrado, 1989. - p. 109, 146-147.